# ファイアーエムブレム 新・暗黒竜と光の剣
『ファイアーエムブレム 新・暗黒竜と光の剣』（ファイアーエムブレム しん・あんこくりゅうとひかりのけん）は任天堂より2008年8月7日に発売されたニンテンドーDS用シミュレーションロールプレイングゲーム。ファイアーエムブレムシリーズ第11作目である。同年12月5日にヨーロッパで、2009年2月16日にはアメリカでも発売。
なお、本項では必要に応じて『暗黒竜と光の剣』『新・暗黒竜と光の剣』をそれぞれ『暗黒竜』『新・暗黒竜』と略記する。

## 概要
シリーズ第1作目である『暗黒竜と光の剣』のリメイク作品。2007年10月11日に開催された「任天堂カンファレンス 2007, 秋」で発表された。
1994年にスーパーファミコンで発売され、『暗黒竜』のリメイクが収録されていた『ファイアーエムブレム 紋章の謎』（以下『紋章の謎』）では削除されていたキャラクターやステージが復活しているほか、三すくみなどの近作で導入されている要素が取り入れられ、新キャラクター、新アイテム、新マップといった要素も追加されている。また、本作の新要素として、生存しているユニット数が一定数以下の場合に出現するユニットや外伝マップなども存在している。
ディレクター・翻案に『ファイアーエムブレム 蒼炎の軌跡』（以下『蒼炎の軌跡』）と同様にインテリジェントシステムズ（以下、IS）の堀川将之、プロデューサーに成広通と任天堂の山上仁志、ミュージックディレクターに辻横由佳が参加。グラフィックは外注会社Alvionが担当。
イメージイラストに士郎正宗を起用。デザインは一部のキャラクターを除き、『紋章の謎』に近いタイプにリファインされている。戦闘アニメの際に用いられるキャラクターは3Dに近いモデリングになっている。
ニンテンドーWi-Fiコネクションにも対応しており、マップ対戦や、Wi-Fiでしか手に入らないレンタルユニットやオンラインショップがある。
当初は『紋章の謎』の制作、収録も考案されていたが、任天堂との話し合いで『暗黒竜』のみのリメイクとなった。成広は「『新・暗黒竜』はFCを知らない人達に、このシリーズの楽しさを知ってもらう為のリメイクではなくリニューアルで、要素、内容的にも新作に仕上がっている」「1人のユニットも失わずにクリアするパーフェクトプレイではなく、失う美学もこのゲームで体験して欲しい」と述べている。
初回における出荷本数は14万5000本であった。

## ストーリー
基本ストーリーは変わっていないが、序章および外伝マップの追加により若干『暗黒竜』『紋章の謎』とは異なっている。

## ゲームシステム
オリジナル版『暗黒竜と光の剣』から本作で追加されているシステムは以下の通り。「兵種変更」や「途中セーブ」など、ニンテンドーDSでの発売に伴い、初心者に対する配慮として導入されたシステムが目立つが、開発者はシリーズに慣れたプレイヤーであれば「使わなくてもいい」という方向性を提示している。
『紋章の謎』では城内マップ時に基本的に騎馬系ユニットは馬から降りる必要があったが、今作は再び騎乗したままで進めるようになった。アイテムの所持仕様も変わり、ゲームボーイアドバンスで発売された『ファイアーエムブレム 封印の剣』『烈火の剣』『聖魔の光石』の3作品同様、武器・道具を問わず1人5種類まで所持できるようになった。
難易度選択
「ノーマルモード」と「ハードモード」から難易度を選択できる。ハードモードではさらに5段階の難易度から選択可能。
ノーマルモードはチュートリアルとしてアリティア陥落からマルスのタリス亡命までを描いた序章（起承転結の4話構成）をプレイできる。
ハードではいきなり1章から始まるが、1章をクリアするまでデータセーブが行えず（ゲームを開始してもセーブデータが作られない）、レンタルユニットなども当然利用できないため、高難易度モードではまず1章をクリアすること自体が難問である。
武器の3すくみ
『聖戦の系譜』から導入され、以後恒例化しているシステム。詳細は該当項を参照。
能力値と成長率、レベルアップの仕様変更
本作は後述する兵種変更の導入に伴い、能力値と成長率が「ユニット個人+クラス」の合計値で総合的な能力値と成長率が決まる。これにより、クラスにも成長率が設定され、ユニット個人の成長率が大幅に下がった。
レベルアップの際はユニット個人の能力値に数値がプラスされる。ただし「今なっているクラスの上限値を超えて成長しない」「ユニット個人の能力値がどれだけ高くてもクラスの上限値を超える事は出来ない」という制約もある。
この仕様変更により、キャラクターと相性のいい兵種や育成のための選択による戦略性を生み出している。
兵種変更
上級職へのクラスチェンジだけでなく、僧侶から剣士といったように兵種そのものを変更させることができる。
ユニットごとに定められた兵種の範囲（カテゴリは3つで男が2種類、女が1種類である）で、回数制限はない。しかし、味方全体の職業最大数というものは存在し、どの兵種も最低1人はなれる空きが存在する。これはその職業の味方が仲間に章を通過することによって増加する(仲間にしなくてもいい)。男ドラゴンナイト、女パラディンは上級職のみ利用可能である（対応する下級職はない）。クラスの成長率はそのクラスの強みは高く、反対に弱点は低く、中にはマイナス補正が入っている場合がある。また、幸運だけは必ず0%であるため、幸運に関しては完全にキャラクターの固有成長率頼りになる。
このシステムの応用次第では、元職業のキャラクターよりも高性能なキャラクターができる反面、どの職業にもなれたコマンドの価値が落ちているほか、一部には使いにくいユニットも存在している。なお、過去2作においての「キャラクター専用アイテム」が大きく改定されている。
ロードや盗賊など、兵種変更が出来ないクラスもあり（それらのクラスは上級職へのクラスチェンジも不可能）、それらはLV上限が20から30に変更されている。レベル20を超えると闘技場の相手が上級職になる。
このためクラスチェンジアイテムが統一された。ただし、ファルコンナイトになる場合のみ、専用アイテムが必要であり、オンラインショップにのみ並んでいる(そのため、シナリオ本編だけでファルコンナイトになるのは不可能)。
武器の錬成
『蒼炎の軌跡』以降の作品で追加されたシステム。武器屋にゴールドを支払うことで、武器の攻撃力、命中率、必殺率、重さを改良または改悪することができる。名前を変更することもできる。1度の出撃準備につき1回のみ使用可能。強化する武器は新たに購入するのではなく、既存の武器を使用する。伝説系の武器など、一部の武器は強化できない。もちろん強化しても使用回数は回復しないため、注意が必要である。『蒼炎の軌跡』、『暁の女神』と異なり、資金に制約がないため、闘技場を駆使すれば全種類の武器を限界まで強化することも十分可能である。また、高難易度モードでは敵の武器も強化されていることがある。
武器のまとめ
使用回数が少ない武器を一つのアイテムとしてまとめられるようになった。たとえば、使用回数が残り1回の鉄の槍と、残り20回の鉄の槍をまとめ、残り21回の鉄の槍にできる。練成した武器は別物扱いであり、当然不可能である。
闘技場
いくつかの要素に変更が加えられている。所持金の増額・減額は1試合の終了ごとに行われるようになり、受付を済ませた時点では所持金は減らなくなった。また、試合に勝利した場合、連続して試合を行うことも可能。受付曲に『ファイアーエムブレム 聖魔の光石』のマップ曲のアレンジが収録されている（最初はざわめきのみだが、しばらくすると曲が流れる）。試合中のBGMは、『蒼炎の軌跡』の序盤での自軍戦闘曲が採用されている。
マップ途中でのセーブ
マップ中の特定地点上でセーブが可能である。このときのセーブデータは、インターミッションのものと別に2個作成可能で、再開しても消去されない。ただし、同一地点のセーブは1回限り（セーブが完了するとポイント自体が消滅する）。
救済ユニット（志願兵）
キャラクターが少ない場合、顔グラフィックの無いキャラクターが自軍に追加される。この補充キャラクターは初心者救済の役割を持っており、LVはマルス達生存ユニットの平均レベルの状況に準じ、パラメーターは幸運が一律で0、他は兵種の成長率に依存する。名前はすべてドイツ語であり、全ての志願兵が登場した後は再び同じ名前が繰り返される。基本的にどのクラスが出るかはランダムだが、ロード、盗賊、シューター、マムクート、および敵専用の兵士は加わらない。
レンタルユニット
ワイヤレス通信、ニンテンドーWi-Fiコネクションを介して、他のプレイヤーから味方キャラクターを借り、実際のゲームで使用することができる。借りたキャラクターは同名のキャラクターにその能力が上書きされる。レンタルユニットで手に入れた経験値は上書き前のキャラクターに加算される。
オンラインショップ
ゲーム中で入手したお金を用いてアイテムを購入できる。通常プレイで入手できないアイテムも購入できる。
敵ターンスキップ
本作より敵ターンが完全にスキップできるようになり、一瞬で終わるようになった。これは設定で切り替えできるが、オフにしてもスタートボタンで発動できる。このため、かなり快適にプレイできる。しかし、味方が死亡しても主人公以外は一切分からず、気づかず進めてしまう危険性があったが、次回作では改善された。
能力値の変更
- 「ちから」のステータスが、「力」と「魔力」に分離されている。また、「力」のパラメーターは攻撃速度にも影響する。これにより、『新・暗黒竜』のハードの難易度が、『暗黒竜』『紋章の謎』第1部に比べて格段に上がっている。この変更により、戦闘による計算式も『暗黒竜』『紋章の謎』とはかなり違うものになっている。
- 武器レベルが、数値制から『聖戦の系譜』以降と同様のアルファベットでのランク制に。『トラキア776』同様に、武器レベルはAが限界ランク。武器レベルを上げると戦闘能力にボーナスがかかるが、最近の作品と違い、全ての武器レベルを最大にすることもできる。
- HPの最大値が52から60に増加。
- クラスチェンジ不可能のユニットの最大レベルが30に引き上げられた。
- HP、移動力以外の最大値は兵種にかかわらず一律20から兵種ごとに違い、20から30の値に増加。
- 経験値が倒した職業の種類による絶対制から、自分と相手のレベルの差による相対制に変わっている。
- なお、各キャラの初期パラメータは変更されていない。このため、最初から上級職の一部のキャラは初期値が低すぎて非常に弱体化した者もいるが、全体的に成長率が上昇しており、非常に強化されている者もいる。

### 通信対戦
本作ではシリーズで初めて、ワイヤレス通信やニンテンドーWi-Fiコネクションを通して、交互に部隊を動かして対戦する通信対戦を行うことができる。なお、国内版での対戦マップは1つだけだが、海外版では6つの対戦マップから選択が可能である。
- 対戦に使用する部隊は5人までで、通常プレイで自軍にいるキャラクターから選択、そのまま使用できる。練成武器なども使用可能。
- ターンは交互に行う。時間制限を付けることもできる（制限時間に達すると相手のターン）。
- マップは小規模の専用マップ一つ。左右対称の小島で、中央には城があり、城門にユニットを移動させると旗の色が自軍の色に変化する。地形は平地が中心、城を囲むように砦が点々としている。
- 「索敵」をオンにすると、敵キャラクターが自軍キャラクターの周囲2マスの視界に入っていないと見えなくなる。このため、斥候など通常とは異なる対戦専用の戦術が必要となる。
- ゲーム開始前に通信対戦専用で部隊全体に効果を及ぼすアイテム「護符」を1枚だけ使用できる（使わない設定もできる）。護符はいくつか種類があり、通信対戦に勝利することによって入手できるがすでに入手しているものを入手することもあるためコンプリートするには相当勝利しなければならない。
- 相手の部隊を全滅させるか、相手が降参するか、規定ターン（5 - 10ターンで任意設定）終了時に城の旗が自軍の色になっている場合、勝利となる。
- マップのBGMは、『トラキア776』の策敵マップBGMが採用されている。

フレンドコードを交換した相手以外にも、Wi-Fiコネクション内でマッチングした見知らぬ相手とも対戦できる。なお、ランダムマッチングで錬成武器を使っても、相手には元々の名前で表示される。

### 細かな相違点
- FC版から専用のグラフィックがあったメディウスの外見が「前足の大きくずんぐりとした大型獣脚類系（角もない）」から、「東洋龍の四肢を長くしたような造形」になっている。また、ユニットとしての性能も防御性能が下がっており、射程の長い武器も効果ありなので、倒しやすくなっている。他のマムクートもブレスの射程が落ちるなどの変更がされている。魔竜は性能が低下しているが、魔法に対する耐性は向上している。
- 杖の性能がほかのFEシリーズと異なっており、戦闘グラフィックも『蒼炎の軌跡』『暁の女神』と同様に割愛されている。
- ストーリーの一部が削除（例、とあるキャラクターがマケドニアの王子に求婚されていたほか）。一部のキャラクターの口調、一部の章名、ボス名、アイテム名が変更されている。
- ストーリー上でのニーナの登場頻度が高くなった。
- パルティアの攻撃後に発する炎のエフェクトが削除。
- シューターの戦闘グラフィックは、どの武器を使っても同じ戦闘グラフィックに統一されている。
- マルスの戦闘アニメーションはFC版の時点でレイピア系、レイピア系必殺、他剣系、他剣系必殺、ファルシオンの5種類から、レイピア系の動きのみに簡略化されている。ファルシオン装備時のアニメーションにおいても戦闘グラフィックの変化や特別な演出が削除されている。
- 『暗黒竜』『紋章の謎』『スマブラシリーズ』など、今までのメディア作品で形状が一致していたファルシオンの形が変更される。
- 『封印の剣』から『暁の女神』まで存在した周回数カウントが廃止された。
- GBA版ではオートセーブが行われ、マッププレイ中に電池が切れても中断データとして再開できたが、今作にはない。そのため電池切れとなった場合、プレイ中のデータは消失し、マップを最初からやり直さねばならなくなった。同様に、闘技場で対戦相手を確認してリセットする方法も使えなくなった。

### 備考
- 副題である「暗黒竜と光の剣」の「剣」の部分については、オリジナル版では公式に提示された読み方はなく、資料により「つるぎ」と「けん」が併存していたが、ゲーム本編第14章においてファルシオンを「ひかりのつるぎ」と呼んでいることから、「つるぎ」が正式な読みとする向きがある[誰?]。しかし本作では、TVCMにおいて「けん」と呼ばれているほか、ドラマCD（箱田真紀版）では「けん」と読まれている。また、『大乱闘スマッシュブラザーズX』の公式HPスマブラ拳!!では、「Ken」と表記されている。一方、欧州版『新・暗黒竜』公式サイト[8]の紹介ページにおいては「Tsurugi」と表記されている。
- 初回発売のソフトには、チェイニーの「変身」コマンド使用時にフリーズするバグが多発。9月以降の出荷で修正されている。

## クラス
ファイアーエムブレム 紋章の謎#クラスを参照。以下に『暗黒竜』および『紋章』からの変更点を挙げる。上位クラスへのクラスチェンジに必要なアイテムは、ほぼ全クラスで統一されている。

### 下位クラス
ソシアルナイト
槍に加えて剣も装備可能になった。なお、『暗黒竜』でも装備可能であった。
アーマーナイト
使用できる武器は槍。『暗黒竜』と比べ、剣が装備できなくなった。また、ジェネラルにクラスチェンジが可能になった。（『暗黒竜』では将軍へとクラスチェンジは不可能であった。）
ペガサスナイト
飛行系ユニット。使用できる武器は槍。魔法防御が高いが弓に弱い。『暗黒竜』と比べ、剣が装備できなくなった。
傭兵
剣を使うクラス。技や素早さに優れるがやや打たれ弱い。
戦士
斧を使うクラス。力とHPがやや高い。ウォーリアにクラスチェンジができるようになった。
海賊
歩兵ユニットで唯一、海上を渡れるユニットである。バーサーカーにクラスチェンジができるようになった。
アーチャー
ハンターよりも力はないが、守りが堅い。アーチャーおよびスナイパー専用の弓である「ロングボウ」が追加された。
ハンター
力は高いが守備が低い弓兵。ホースメンにクラスチェンジができる。
魔道士
司祭ではなく賢者にクラスチェンジするようになった。
僧侶、シスター
杖により回復や戦闘補助を行う。攻撃手段を持たず、魔法防御以外の能力は低い。『暗黒竜』と比べ、敵の攻撃を受けなくても経験値が入るようになった。
剣士
新規追加クラス。傭兵に比べて力は低いが技、速さに優れる。
ダークマージ
新規追加クラス。魔道士よりも攻撃力は劣るが守備力が高く、魔道士と僧侶の中間程度の能力値を持つ。

### 上位クラス
パラディン
槍に加えて剣も装備可能になった。余談だが、『暗黒竜』オリジナル版では元々可能であった。
ジェネラル
槍に加えて弓も装備可能になった。最近は高かった速さの上限値が弱体化され、高難易度モードのラスボスや通信対戦では弱体化が顕著である。
ドラゴンナイト
槍に加えて斧も装備可能になった。
勇者
剣に加えて斧も装備可能になった。
スナイパー
アーチャーの上位クラス。
ホースメン
弓に加えて剣も装備可能になった。魔法剣「サンダーソード」が追加された。
司祭
僧侶やシスターの上位クラス。魔道書が使用可能になり攻撃が可能になるが、賢者に比べるとサポート向きの性能となっている。
賢者
新規追加クラス。魔道士の上位クラスで、杖が使用可能になるが司祭に比べると攻撃寄りの性能となっている。
ソードマスター
新規追加クラス。剣士の上位クラスで、剣士のパワーアップ版。
ウォーリアー
新規追加クラス。戦士の上位クラスで、使用できる武器に弓が追加された。
バーサーカー
新規追加クラス。海賊の上位クラスで、戦闘時に山や海の場合は必殺の発動率が高くなる。
ソーサラー
新規追加クラス。ダークマージの上位クラスで、杖が使用可能になる。
ファルコンナイト
新規追加クラス。Wi-Fi限定で入手できるアイテム『天空のムチ』を使ってペガサスナイトがクラスチェンジする。ドラゴンナイトよりも力や防御が劣るが、魔防が高いという利点を持っている。槍の他、剣も使えるようになった。

### 特殊クラス
ロード
マルス専用のクラス。剣を装備出来る。
盗賊
鍵がなくても宝箱や扉を開けたり、跳ね橋を下ろしたりすることができる。剣を装備するが、素早さ以外の能力は低い。
シューター
使用できる武器の射程が3 - 10。
コマンド
チェイニーの専用クラス。変身前は剣を装備不可になった。
マムクート
メディウスを除いて竜石の仕様が『封印の剣』『聖魔の光石』に近いものとなる（間接攻撃不可、変身による能力値の変更なし）。GBA版では攻撃した回数=耐久であったが、今作では変身できる回数=耐久であり、竜石を持っているときに間接攻撃され、反撃不可能であったとしても使用回数が減ってしまう。

### 敵専用クラス
ソルジャー
新規追加クラス。従来のソルジャーに近く槍を使ってくるが、全体的に能力値が低い。
地竜
新規追加クラス。メディウス専用のクラスで、相手の攻撃力を半減する。

## 章タイトル一覧
| 章数     | タイトル                            |
| -------- | ----------------------------------- |
| 序章     | 「起」「承」「転」「結」（4部構成） |
| 1章      | 「マルスの旅立ち」                  |
| 2章      | 「ガルダの海賊」                    |
| 3章      | 「デビルマウンテン」                |
| 4章      | 「草原の戦い」                      |
| 5章      | 「オレルアンの戦士たち」            |
| 6章      | 「ファイアーエムブレム」            |
| 6章外伝  | 「大戦のはざまで」                  |
| 7章      | 「レフカンディの罠」                |
| 8章      | 「港町ワーレン」                    |
| 9章      | 「ペラティの火竜」                  |
| 10章     | 「プリンセス・ミネルバ」            |
| 11章     | 「ノルダの市場」                    |
| 12章     | 「アカネイア・パレス」              |
| 12章外伝 | 「裏切りの持つ価値は」              |
| 13章     | 「グルニアの木馬隊」                |
| 14章     | 「悲しみの大地・グラ」              |
| 15章     | 「魔道の国カダイン」                |
| 16章     | 「アリティアの戦い」                |
| 17章     | 「スターロード・マルス」            |
| 17章外伝 | 「マクロニソスの城」                |
| 18章     | 「グルニア黒騎士団」                |
| 19章     | 「マムクート・プリンセス」          |
| 20章     | 「ブラックナイツ・カミュ」          |
| 20章外伝 | 「炎の洞窟」                        |
| 21章     | 「決戦マケドニア」                  |
| 22章     | 「天空を駆ける騎士」                |
| 23章     | 「悪の司祭ガーネフ」                |
| 24章     | 「マムクートの王国」                |
| 24章外伝 | 「異界の塔」                        |
| 終章     | 「選ばれし者たち」                  |

## 各種メディア関連商品

### CD（サウンドトラック・アレンジ）
- ファイアーエムブレム　新・暗黒竜と光の剣 オリジナル・サウンドトラック（アニプレックス）
  - 2008年12月3日発売 SVWC-7593

『封印の剣』のサウンドトラック以来のゲームミュージックCD。

## その他の話題
CM
チェス風のジオラマをナレーションと共に動かすシーンと、ゲーム画面で構成されている。「アーマーナイト、魔道士、ソシアルナイト」「傭兵、ペガサスナイト」を使用した2パターンが存在しており、BGMには歌声がない『FEのテーマ』が使用されている。キャッチフレーズは「知恵と度胸で勝利する。」
ファイアーエムブレム 新・暗黒竜と光の剣バックグラウンド
2008年9月1日に総合公式サイト『ファイアーエムブレムワールド』にて、「ファイアーエムブレム　新・暗黒竜と光の剣バックグラウンド」内コンテンツ「ミュージアム」に掲載するイラストを、一般のファンから募集をする企画が催された。
『新・暗黒竜』の愛好者
ファミ通2008年10月31日号において「特集 夏のソフトウェアインプレッション」にて、ゲームリパブリックの社長・岡本吉起が『新・暗黒竜と光の剣』のレビューを執筆している。社長という立場から、「会社経営に似た感じのするゲーム」だと述べていた。
日本国外版の追加要素
通信対戦マップが日本版の1つだけから6つの選択式に変更されている。